# Hydractinia fallax
Hydractinia fallax är en nässeldjursart som beskrevs av Hjalmar Broch 1914. Hydractinia fallax ingår i släktet Hydractinia och familjen Hydractiniidae. Inga underarter finns listade i Catalogue of Life.